# 外约旦

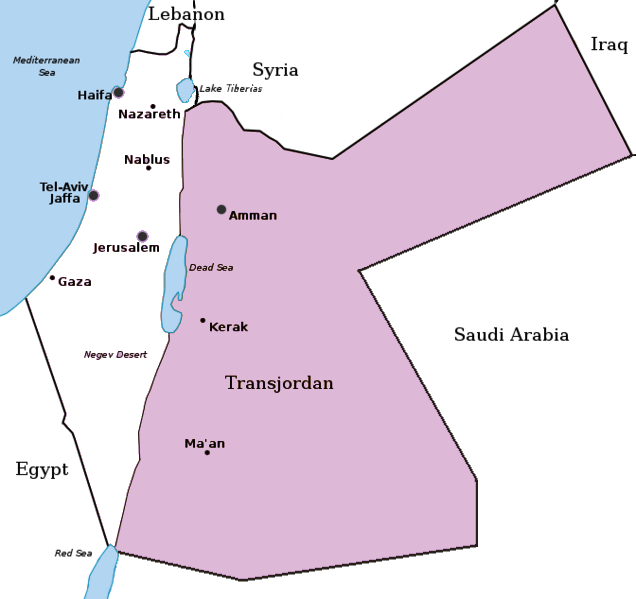
外约旦位置

外约旦（英語：Transjordan）是指「約旦河東岸」，即「約旦河以外之地區」的意思。在第一次世界大戰之後，鄂圖曼帝國的疆土被列強瓜分，大英帝国支持在外約旦（今約旦）建立一個獨立國家，即外约旦酋长国，由哈希姆家族的阿卜杜拉一世統治，1923年外約旦成為了英國的巴勒斯坦託管地下轄的一個酋長國。英國在此後有駐軍和官員，對外防止猶太人定居點和沙特瓦哈比分子向外約旦的擴張。1946年获得独立成为约旦王国。